# Décès en 1158
Décès
- 1154
- 1155
- 1156
- 1157
- 1158
- 1159
- 1160
- 1161
- 1162

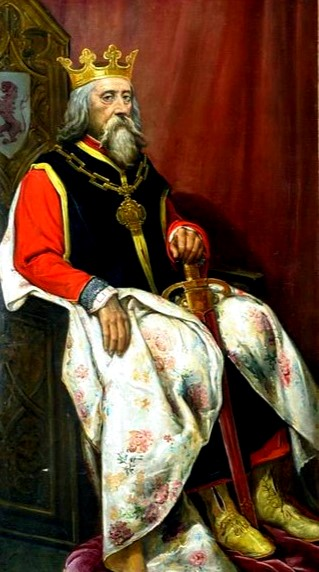
Sanche III de Castille, mort en 1158.

Cette page dresse une liste de personnalités mortes au cours de l'année 1158 :
- 19 juillet : Wibald de Stavelot, abbé de Stavelot, du Mont-Cassin et de Corvey en Saxe et également un proche conseiller de Lothaire III et de Conrad III.
- 27 juillet : Geoffroy VI d'Anjou, comte d'Anjou, du Maine et de Nantes.
- 12 août : Anselme de Havelberg, évêque de Havelberg, puis archevêque de Ravenne.
- 20 août : Rognvald Kali Kolsson, comte des Orcades en 1137 et saint catholique.
- 31 août : Sanche III de Castille, roi de Castille et de Tolède.
- 28 septembre : Otton de Freising, évêque et chroniqueur allemand.
- 1er décembre : Hughes, cardinal français, membre de l'ordre des cisterciens.
- décembre : Mathilde de Savoie, princesse issue de la dynastie des Humbertiens, à l'origine de la maison de Savoie, qui devient par mariage la première reine de Portugal.

- Đỗ Anh Vũ, fonctionnaire à la cour royale vietnamienne de Lý Anh Tông, le sixième empereur de la dynastie Lý.
- Eudes de Vitry, châtelain de Vitry puis comte de Rethel.
- Guillaume II de Bures, prince de Galilée et de Tibérias.
- Louis Ier de Wurtemberg, comte de Wurtemberg.
- Rashbam, ou Rabbenou Shmouel ben Meïr, exégète biblique et tossafiste.

## Crédit d'auteurs
- Cet article est partiellement ou en totalité issu de l'article intitulé « 1158 » (voir la liste des auteurs).